# 托波克 (亞利桑那州)
托波克（英語：Topock）是位於美國亞利桑那州莫哈維縣的一個非建制地區。該地的面積和人口皆未知。

## 地理
托波克的座標為34°43′06″N 114°29′24″W / 34.71833°N 114.49000°W，而該地的平均海拔高度為139米（即456英尺）。